# Pflückuff
Pflückuff este o comună din landul Saxonia, Germania.